# Ellen Reissová
Ellen Reissová (nepřechýleně Ellen Reiss; * 1979 ) je norská literární vědkyně, spisovatelka, redaktorka a fotografka

## Životopis
Od roku 2018 pracuje jako šéfredaktorka a hlavní poradkyně v Minnotenk – menšinovém politickém think-tanku a pracovala na produkci knih, kompetence předních linií, jakož i zasvěcení a motivace mladých a dospělých.
Má zkušenosti jako šéfredaktorka literárního pořadu Fabulatoriet v RadiOrakel, programová manažerka pro literární scénu na festivalu Hove v roce 2008 a byla dlouhodobou členkou redakce v Litteratur på Blå.
V letech 2009 až 2018 pracovala na volné noze jako fotografka, vedla kurzy, vedle psaní a projektové práce pro organizace jako Minotenk, Skeiv Verden a obec Sarpsborg.